# Cleptometopus malaisei
Cleptometopus malaisei är en skalbaggsart som beskrevs av Stefan von Breuning 1949. Cleptometopus malaisei ingår i släktet Cleptometopus och familjen långhorningar.
Artens utbredningsområde är Burma. Inga underarter finns listade i Catalogue of Life.